# Scopula candidaria
Scopula candidaria là một loài bướm đêm trong họ Geometridae.